# Cantón de Seyches
El cantón de Seyches era una división administrativa francesa, que estaba situada en el departamento de Lot y Garona y la región de Aquitania.

## Composición
El cantón estaba formado por quince comunas:
- Cambes
- Castelnau-sur-Gupie
- Caubon-Saint-Sauveur
- Escassefort
- Lachapelle
- Lagupie
- Lévignac-de-Guyenne
- Monteton
- Montignac-Toupinerie
- Puymiclan
- Saint-Avit
- Saint-Barthélemy-d'Agenais
- Saint-Géraud
- Saint-Pierre-sur-Dropt
- Seyches

## Supresión del cantón de Seyches
En aplicación del Decreto n.º 2014-257 de 26 de febrero de 2014, el cantón de Seyches fue suprimido el 22 de marzo de 2015 y sus 15 comunas pasaron a formar parte del nuevo cantón de Las Laderas de Guyena.